# In the Summertime
"In the Summertime" is de debuutsingle van de Britse band Mungo Jerry uit 1970. Het is een van de bestverkochte singles aller tijden.

## Achtergrond
Volgens zanger Ray Dorset schreef hij het nummer in tien minuten op een tweedehands Fender Stratocaster. Het lied beschrijft het zorgeloze gevoel van een zonnige zomerdag. Het nummer werd opgenomen in de Pye studio in Londen. Het nummer duurde eigenlijk nog geen twee minuten, wat zelfs in 1970 aan de korte kant was. Daarom speelde Dorset het nummer twee keer achter elkaar, waarbij de tweede versie licht geremixt werd, zodat het nummer uiteindelijk drie en een halve minuut duurde. De originele Britse uitgave van de single werd op 33 toeren uitgebracht, andere Europese releases dat jaar waren op de meer gangbare 45 toeren. Doordat de single op 33 toeren werd uitgebracht, was er ruimte voor een tweede nummer, "Mighty Man", op de A-kant en een lang nummer, van bijna zes minuten, als B-kant.
Het nummer werd wereldwijd een gigantische hit. Het stond zeven weken op de eerste plaats in de UK Singles Chart. Het nummer bereikte ook de toppositie in Australië, België, Canada, Denemarken, Frankrijk, Ierland, Italië, Mexico, Nederland, Nieuw-Zeeland, Noorwegen, Oostenrijk, West-Duitsland, Zuid-Afrika, Zweden en Zwitserland. In de Billboard Hot 100 kwam het tot een derde plek. In totaal ging de single ruim 30 miljoen keer over de toonbank, waarmee het een van de bestverkochte singles aller tijden is.Mungo Jerry speelde het nummer in Nederland op 28 juni 1970 live op het legendarische Holland Pop Festival in het Kralingse Bos waarbij het publiek bordjes in de lucht gooide.

## Hitnoteringen

### Nederlandse Top 40
| Hitnotering: 20-06-1970 t/m 03-10-1970 | Hitnotering: 20-06-1970 t/m 03-10-1970 | Hitnotering: 20-06-1970 t/m 03-10-1970 | Hitnotering: 20-06-1970 t/m 03-10-1970 | Hitnotering: 20-06-1970 t/m 03-10-1970 | Hitnotering: 20-06-1970 t/m 03-10-1970 | Hitnotering: 20-06-1970 t/m 03-10-1970 | Hitnotering: 20-06-1970 t/m 03-10-1970 | Hitnotering: 20-06-1970 t/m 03-10-1970 | Hitnotering: 20-06-1970 t/m 03-10-1970 | Hitnotering: 20-06-1970 t/m 03-10-1970 | Hitnotering: 20-06-1970 t/m 03-10-1970 | Hitnotering: 20-06-1970 t/m 03-10-1970 | Hitnotering: 20-06-1970 t/m 03-10-1970 | Hitnotering: 20-06-1970 t/m 03-10-1970 | Hitnotering: 20-06-1970 t/m 03-10-1970 | Hitnotering: 20-06-1970 t/m 03-10-1970 | Hitnotering: 20-06-1970 t/m 03-10-1970 |
| Week                                   | 1                                      | 2                                      | 3                                      | 4                                      | 5                                      | 6                                      | 7                                      | 8                                      | 9                                      | 10                                     | 11                                     | 12                                     | 13                                     | 14                                     | 15                                     | 16                                     |                                        |
| -------------------------------------- | -------------------------------------- | -------------------------------------- | -------------------------------------- | -------------------------------------- | -------------------------------------- | -------------------------------------- | -------------------------------------- | -------------------------------------- | -------------------------------------- | -------------------------------------- | -------------------------------------- | -------------------------------------- | -------------------------------------- | -------------------------------------- | -------------------------------------- | -------------------------------------- | -------------------------------------- |
| Positie                                | 22                                     | 5                                      | 2                                      | 1                                      | 1                                      | 1                                      | 1                                      | 1                                      | 1                                      | 2                                      | 2                                      | 3                                      | 7                                      | 11                                     | 20                                     | 32                                     | uit                                    |

### Hilversum 3 Top 30
| Hitnotering: 20-06-1970 t/m 03-10-1970 | Hitnotering: 20-06-1970 t/m 03-10-1970 | Hitnotering: 20-06-1970 t/m 03-10-1970 | Hitnotering: 20-06-1970 t/m 03-10-1970 | Hitnotering: 20-06-1970 t/m 03-10-1970 | Hitnotering: 20-06-1970 t/m 03-10-1970 | Hitnotering: 20-06-1970 t/m 03-10-1970 | Hitnotering: 20-06-1970 t/m 03-10-1970 | Hitnotering: 20-06-1970 t/m 03-10-1970 | Hitnotering: 20-06-1970 t/m 03-10-1970 | Hitnotering: 20-06-1970 t/m 03-10-1970 | Hitnotering: 20-06-1970 t/m 03-10-1970 | Hitnotering: 20-06-1970 t/m 03-10-1970 | Hitnotering: 20-06-1970 t/m 03-10-1970 | Hitnotering: 20-06-1970 t/m 03-10-1970 | Hitnotering: 20-06-1970 t/m 03-10-1970 | Hitnotering: 20-06-1970 t/m 03-10-1970 | Hitnotering: 20-06-1970 t/m 03-10-1970 |
| Week                                   | 1                                      | 2                                      | 3                                      | 4                                      | 5                                      | 6                                      | 7                                      | 8                                      | 9                                      | 10                                     | 11                                     | 12                                     | 13                                     | 14                                     | 15                                     | 16                                     |                                        |
| -------------------------------------- | -------------------------------------- | -------------------------------------- | -------------------------------------- | -------------------------------------- | -------------------------------------- | -------------------------------------- | -------------------------------------- | -------------------------------------- | -------------------------------------- | -------------------------------------- | -------------------------------------- | -------------------------------------- | -------------------------------------- | -------------------------------------- | -------------------------------------- | -------------------------------------- | -------------------------------------- |
| Positie                                | 22                                     | 5                                      | 2                                      | 1                                      | 1                                      | 1                                      | 1                                      | 1                                      | 2                                      | 3                                      | 4                                      | 4                                      | 5                                      | 10                                     | 15                                     | 28                                     | uit                                    |

### NPO Radio 2 Top 2000
| Nummer met noteringen in de NPO Radio 2 Top 2000 | '99  | '00  | '01 | '02  | '03  | '04  | '05  | '06  | '07 | '08  |
| ------------------------------------------------ | ---- | ---- | --- | ---- | ---- | ---- | ---- | ---- | --- | ---- |
| In the Summertime                                | 1450 | 1382 | -   | 1454 | 1272 | 1765 | 1943 | 1784 | -   | 1905 |

1. ↑  Een '-' betekent dat het nummer niet was genoteerd en een vetgedrukt getal geeft de hoogste notering aan.
2. ↑  Deze tabel is bijgewerkt tot en met de meest recente editie (2024).

## Coverversies
In hetzelfde jaar als de originele uitgave nam de Australische rockband The Mixtures een cover op die de nummer 1-positie in de Australische hitlijst wist te halen. In andere landen scoorde de band geen hit met deze cover.
In 1995 nam de Jamaicaans-Amerikaanse reaggaemuzikant Shaggy een cover met reaggae- en rapinvloeden op als eerste single van zijn album Boombastic. Deze versie haalde de derde plek in de Billboard Hot 100 en werd ook een hit in Australië en veel Europese landen.